# Popstar (programa de televisão)
Popstar foi um talent show musical brasileiro exibido pela TV Globo de 9 de julho de 2017 até 29 de dezembro de 2019. O programa teve a apresentação de Fernanda Lima na primeira temporada e Taís Araújo a partir da segunda, contando também com Tiago Abravanel cobrindo os bastidores na primeira temporada, e a partir da terceira João Cortez. Sua primeira temporada conta com 14 participantes.

## Formato
Baseado nos moldes do Superstar, talent show exibido pela Rede Globo entre 2014 e 2016 que contava com bandas anônimas, o Popstar é uma competição musical entre artistas que já tenham o domínio e a paixão pela música,  embora não exerçam-na profissionalmente ou como primeira trabalho, entre eles atores, apresentadores, humoristas, jornalistas ou quaisquer outras profissões. Semanalmente eles se apresentam para conquistar as notas de um time de dez especialistas rotativos, formado por artistas que exercem as funções de jurados, uma vez que não há uma bancada fixa, sendo esta bancada formada por nove nomes do mundo da música – como cantores, produtores e compositores – e um contratado da emissora aleatoriamente. Além disso, os candidatos disputam também os votos de uma plateia interativa formada por 20 pessoas escolhidas pela produção pouco tempo antes do programa entrar no ar e que não tenham ligação com torcidas dos competidores.
Além das duas notas, os candidatos podem ganhar um ponto extra caso mais de oito especialistas tenham dado nota dez. A partir da terceira semana da primeira temporada, o programa passou a receber também votos do público de casa através do site do programa, formando três categorias de pontos, nos quais somados podem chegar a 31. O vencedor do programa leva o prêmio de 250 mil reais.

## Produção
Em 3 de janeiro de 2017 a direção da Rede Globo anunciou que não realizaria mais temporada do Superstar, avaliando que o formato estava desgastado e, nos três anos em que esteve no ar, o programa não gerou a audiência e repercussão esperado, mesmo com trocas de horário e jurados. Na ocasião a emissora anunciou que estava produzindo um novo talent show original, o qual não seria comprado de uma versão internacional, para estrear no segundo semestre. Em 8 de março é anunciado que o programa se chamaria Popstar, porém explicando que não se tratava da franquia de nome similar, o Popstars, realizada em mais de 50 países entre 1999 e 2015, inclusive no Brasil. Em 5 de maio Fernanda Lima foi anunciada como apresentadora do programa e é revelado que o formato traria uma competição musical entre artistas. Em 20 de junho é anunciado que Tiago Abravanel seria repórter dos bastidores. Em 6 de setembro é confirmada a segunda temporada para julho de 2018. Em 17 de maio de 2018 foi anunciado a troca de Fernanda por Taís Araújo como apresentadora do programa. A segunda temporada estreou em 16 de setembro, contando com quatorze participantes. Em maio de 2019, foi confirmada a 3.ª temporada na apresentação de Taís Araújo. Em julho de 2019, foi confirmado que João Côrtes, vice-campeão da 2.ª temporada, assume a reportagem dos bastidores do programa. Em 2020 e 2021 as temporadas (4 e 5) foram canceladas devido à pandemia da COVID-19.

## Temporadas
| Temp. | Estreia                | Final                  | Vencedor(a)         | 2.º Lugar     | Outros participantes |
| ----- | ---------------------- | ---------------------- | ------------------- | ------------- | --- |
| 1.ª   | 9 de julho de 2017     | 10 de setembro de 2017 | André Frateschi     | Cláudio Lins  | Alex Escobar Eduardo Sterblitch Fabiana Karla Lúcio Mauro Filho Marcella Rica Marcello Melo Jr. Mariana Rios Murilo Rosa Sabrina Parlatore Thiago Fragoso                            |
| 2.ª   | 16 de setembro de 2018 | 18 de novembro de 2018 | Jeniffer Nascimento | João Côrtes   | Caroline Trentini Eri Johnson Fafy Siqueira Fernando Caruso Jonathan Azevedo Klara Castanho Lua Blanco Malu Rodrigues Mouhamed Harfouch Renata Capucci Samantha Schmutz Sérgio Guizé |
| 3.ª   | 27 de outubro de 2019  | 29 de dezembro de 2019 | Jakson Follmann     | Helga Nemetik | Babi Xavier Cláudia Ohana Danilo Vieira Eriberto Leão George Sauma Letícia Sabatella Marcelo Serrado Nany People Robson Nunes Totia Meireles Yara Charry                             |

## Apresentadores
| Fernanda Lima                |
| Taís Araújo                  |
| Tiago Abravanel (bastidores) |
| João Côrtes (bastidores)     |

## Recepção

### Audiência
Os dados são divulgados pelo IBOPE e se referem ao público da Grande São Paulo.
| Temp. | Horário (Brasília) | Estreia                | Estreia                | Final                  | Final                  | Ano  | Média geral |
| Temp. | Horário (Brasília) | Data                   | Domicílios (em pontos) | Data                   | Domicílios (em pontos) | Ano  | Média geral |
| ----- | ------------------ | ---------------------- | ---------------------- | ---------------------- | ---------------------- | ---- | ----------- |
| 1.ª   | Domingo 13h00      | 9 de julho de 2017     | 13,7                   | 10 de setembro de 2017 | 15,1                   | 2017 | 13,5        |
| 2.ª   | Domingo 13h00      | 16 de setembro de 2018 | 12,0                   | 18 de novembro de 2018 | 12,1                   | 2018 | 12,0        |
| 3.ª   | Domingo 13h00      | 27 de outubro de 2019  | 11,5                   | 29 de dezembro de 2019 | 10,4                   | 2019 | 9,5         |

### Crítica
Escrevendo para o Observatório da Televisão, André Santana publicou uma crítica positiva dizendo que "PopStar chega fortalecido ao seu terceiro ano porque amadureceu com a experiência. A chegada de Taís Araújo, somada ao azeitamento da fórmula, fez o programa se firmar como um entretenimento familiar de qualidade, ideal para as tardes de domingo".